# Uncle John from Jamaica
Uncle John from Jamaica är en låt av den nederländska Eurodancegruppen Vengaboys. Den släpptes på singel år 2000. Låten gick upp på listorna i flera länder.

## Information

### Låtlista
1. "Uncle John from Jamaica (Hitradio Mix)"
2. "Uncle John from Jamaica (XXL Version)"
3. "Uncle John from Jamaica (Karaoke Version)"
4. "Uncle John from Jamaica (M.I.K.E. RMX)"
5. "Uncle John from Jamaica (Lock 'N Load RMX)"

#### Del 2 (Storbritannien)
1. "Uncle John from Jamaica (Hitradio Mix)"
2. "Uncle John from Jamaica (XXL Version)"
3. "We're Going To Ibiza! (Beach Extended Mix)"
4. "Making of Uncle John From Jamaica"